# Nannophryne cophotis
Nannophryne cophotis es una especie de anfibio anuro de la familia de los bufónidos (Bufonidae). Esta especie es endémica de Perú. Se ha registrado en el Departamento de Cajamarca, Áncash y La Libertad. Tiene un rango altitudinal de 3160-4100 m.
Habita en la puna y mesetas de gran altitud, y en zonas de matorral seco. Esta especie se reproduce en estanques temporales pequeños y poco profundos, y en corrientes permanentes. También está presente en zonas agrícolas (sobre todo campos de patatas y maíz).
Se trata de una especie poco común. Aun así, su tasa de población es estable.
No se enfrenta a grandes amenazas y se considera que habita en varias áreas protegidas, como en el parque nacional Huascarán, la Reserva Nacional de Calipuy y la Zona Reservada Baños de Chancay. En ocasiones se ha registrado en el comercio nacional de mascotas.

## Publicación original
- Boulenger, 1900: Descriptions of new Batrachians and Reptiles collected by Mr. PO Simons in Peru. Annals and Magazine of Natural History, ser. 7, vol. 6, p. 181-186.